# Saski Baskonia 2014-2015
Questa voce raccoglie le informazioni riguardanti il Saski Baskonia nelle competizioni ufficiali della stagione 2014-2015.

## Stagione
La stagione 2014-2015 del Saski Baskonia è la 42ª nel massimo campionato spagnolo di pallacanestro, la Liga ACB.

## Roster
Aggiornato al 12 novembre 2021.
| Laboral Kutxa Vitoria 2014-15 | Laboral Kutxa Vitoria 2014-15 |
| Giocatori                     | Staff tecnico                 |
| ----------------------------- | ----------------------------- |

| N. | Naz.                                                  | Ruolo | Nome                      | Anno | Alt.   | Peso   |  |
| -- | ----------------------------------------------------- | ----- | ------------------------- | ---- | ------ | ------ |  |
| 1  | Stati Uniti (bandiera)                                | P     | Darius Adams              | 1989 | 186 cm | 84 kg  |  |
| 3  | Stati Uniti (bandiera)                                | AC    | D.J. White                | 1986 | 206 cm | 113 kg |  |
| 3  | Stati Uniti (bandiera) · Guinea-Bissau (bandiera)     | P     | Mike James                | 1990 | 185 cm | 86 kg  |  |
| 4  | Stati Uniti (bandiera) · Guinea-Bissau (bandiera)     | C     | Colton Iverson            | 1989 | 213 cm | 116 kg |  |
| 5  | Francia (bandiera)                                    | G     | Fabien Causeur            | 1987 | 195 cm | 90 kg  |  |
| 6  | Stati Uniti (bandiera) · Capo Verde (bandiera)        | AG    | Ryan Gomes                | 1982 | 201 cm | 113 kg |  |
| 7  | Georgia (bandiera) · Spagna (bandiera)                | AG    | Tornik'e Shengelia        | 1991 | 206 cm | 107 kg |  |
| 8  | Stati Uniti (bandiera) · Costa d'Avorio (bandiera)    | P     | Doron Perkins             | 1983 | 190 cm | 88 kg  |  |
| 8  | Ungheria (bandiera)                                   | AP    | Ádám Hanga                | 1989 | 200 cm | 90 kg  |  |
| 10 | Senegal (bandiera) · Spagna (bandiera)                | AC    | Mamadou Diop              | 1993 | 204 cm | 95 kg  |  |
| 11 | Stati Uniti (bandiera)                                | C     | Lamont Hamilton           | 1984 | 208 cm | 116 kg |  |
| 11 | Lituania (bandiera)                                   | AP    | Tadas Sedekerskis         | 1998 | 200 cm | 96 kg  |  |
| 12 | Senegal (bandiera) · Spagna (bandiera)                | C     | Ilimane Diop              | 1995 | 210 cm | 104 kg |  |
| 13 | Islanda (bandiera)                                    | AP    | Haukur Pálsson            | 1993 | 197 cm | 82 kg  |  |
| 14 | Francia (bandiera)                                    | AC    | Kim Tillie                | 1988 | 210 cm | 105 kg |  |
| 15 | Bosnia ed Erzegovina (bandiera) · Slovenia (bandiera) | C     | Mirza Begić               | 1985 | 216 cm | 120 kg |  |
| 18 | Slovenia (bandiera)                                   | G     | Saša Vujačić              | 1984 | 201 cm | 88 kg  |  |
| 18 | Spagna (bandiera)                                     | A     | Carlos Martínez           | 1996 | 200 cm |        |  |
| 19 | Spagna (bandiera)                                     | AP    | Fernando San Emeterio (C) | 1984 | 199 cm | 100 kg |  |
| 22 | Francia (bandiera)                                    | PG    | Thomas Heurtel            | 1989 | 189 cm | 85 kg  |  |
| 23 | Stati Uniti (bandiera)                                | G     | Ben Hansbrough            | 1987 | 191 cm | 92 kg  |  |
| 32 | Stati Uniti (bandiera)                                | AP    | Scotty Hopson             | 1989 | 201 cm | 104 kg |  |
| 33 | Stati Uniti (bandiera)                                | GA    | Orlando Johnson           | 1989 | 196 cm | 100 kg |  |
| 42 | Lettonia (bandiera)                                   | A     | Dāvis Bertāns             | 1992 | 208 cm | 102 kg |  |

| Allenatore |
| - Marco Crespi (fino al 13 novembre) - Ibon Navarro (dal 13 novembre)                                                  |
| Assistente/i |
| - Jota Cuspinera - Ibon Navarro (fino al 13 novembre) - David Gil Legenda - (C) Capitano - (IN) Inattivo - Infortunato |

## Mercato

### Sessione estiva
| Acquisti | Acquisti           | Acquisti       | Acquisti      | Acquisti |
| R.a      | Nome               | da             | Modalità      |          |
| -------- | ------------------ | -------------- | ------------- | -------- |
| AG       | Ryan Gomes         | Free agent     | definitivo    |          |
| C        | Colton Iverson     | Beşiktaş       | definitivo    |          |
| P        | Doron Perkins      | Beşiktaş       | definitivo    |          |
| AC       | Kim Tillie         | Murcia         | definitivo    |          |
| AG       | Tornik'e Shengelia | Free agent     | definitivo    |          |
| AC       | Mamadou Diop       | Xuven Cambados | fine prestito |          |
| GA       | Orlando Johnson    | Free agent     | definitivo    |          |
| A        | Dāvis Bertāns      | Partizan       | definitivo    |          |

| Cessioni | Cessioni          | Cessioni          | Cessioni       | Cessioni |
| R.       | Nome              | a                 | Modalità       |          |
| -------- | ----------------- | ----------------- | -------------- | -------- |
| AP       | Andrés Nocioni    | Real Madrid       | fine contratto |          |
| P        | Giuseppe Poeta    | Manresa           | fine contratto |          |
| C        | Tibor Pleiß       | Barcellona        | rescissione    |          |
| AP       | Ádám Hanga        | Scandone Avellino | prestito       |          |
| G        | David Jelínek     | Kr. Kryl. Samara  | fine contratto |          |
| P        | Alex Renfroe      | Alba Berlino      | fine contratto |          |
| AG       | Leo Mainoldi      | Free agent        | rescissione    |          |
| PG       | Devon van Oostrum | Cibona Zagabria   | prestito       |          |
| AG       | Rinalds Mālmanis  | Araberri          | prestito       |          |
| AC       | Daniel Bordignon  | Navarra           | prestito       |          |

### Dopo l'inizio della stagione
| Acquisti | Acquisti          | Acquisti          | Acquisti         | Acquisti      |
| R.       | Nome              | da                | Data             | Modalità      |
| -------- | ----------------- | ----------------- | ---------------- | ------------- |
| AC       | D.J. White        | Charlotte Hornets | 4 ottobre 2014   | definitivo    |
| G        | Saša Vujačić      | Free agent        | 28 ottobre 2014  | definitivo    |
| PG       | Devon van Oostrum | Cibona Zagabria   | 31 ottobre 2014  | fine prestito |
| C        | Mirza Begić       | Olimpija Lubiana  | 19 novembre 2014 | definitivo    |
| P        | Mike James        | Kolossos Rodi     | 2 dicembre 2014  | definitivo    |
| PG       | Devon van Oostrum | Kouvot Kouvola    | 22 dicembre 2014 | fine prestito |
| P        | Darius Adams      | Nancy             | 24 dicembre 2014 | definitivo    |
| G        | Ben Hansbrough    | G. Rapids Drive   | 29 dicembre 2014 | definitivo    |
| PG       | Devon van Oostrum | Leeds Force       | 11 gennaio 2015  | fine prestito |
| AP       | Haukur Pálsson    | LF Basket         | 14 aprile 2015   | definitivo    |
| AP       | Scotty Hopson     | S. Falls Skyforce | 21 aprile 2015   | definitivo    |
| AP       | Ádám Hanga        | Scandone Avellino | 11 maggio 2015   | fine prestito |

| Cessioni | Cessioni          | Cessioni         | Cessioni         | Cessioni       |
| R.       | Nome              | a                | Data             | Modalità       |
| -------- | ----------------- | ---------------- | ---------------- | -------------- |
| AG       | Ryan Gomes        | Free agent       | 27 ottobre 2014  | rescissione    |
| GA       | Orlando Johnson   | Free agent       | 28 ottobre 2014  | rescissione    |
| AC       | D.J. White        | Fujian Sturgeons | 7 novembre 2014  | fine contratto |
| PG       | Devon van Oostrum | Kouvot Kouvola   | 14 novembre 2014 | prestito       |
| P        | Doron Perkins     | Free agent       | 12 dicembre 2014 | rescissione    |
| PG       | Thomas Heurtel    | Anadolu Efes     | 27 dicembre 2014 | definitivo     |
| C        | Lamont Hamilton   | Krasnyj Oktjabr' | 30 dicembre 2014 | rescissione    |
| G        | Saša Vujačić      | İstanbul B.B.    | 30 dicembre 2014 | rescissione    |
| PG       | Devon van Oostrum | Leeds Force      | 7 gennaio 2015   | prestito       |
| PG       | Devon van Oostrum | Peñas Huesca     | 11 gennaio 2015  | prestito       |
| AP       | Haukur Pálsson    | LF Basket        | 25 aprile 2015   | fine contratto |